# Escape Fire: The Fight to Rescue American Healthcare
Pour plus de détails, voir Fiche technique et Distribution.
Escape Fire: The Fight to Rescue American Healthcare est un film documentaire américain écrit et réalisé par Susan Froemke (en) et Matthew Heineman et sorti en 2012.
Il a été présenté au Festival de Sundance 2012 en première mondiale.

## Synopsis
Le film traite du système de secours actuel aux États-Unis et ses effets sur les personnes qu'il sert.

## Fiche technique
- Titre : Escape Fire: The Fight to Rescue American Healthcare
- Réalisation : Susan Froemke (en) et Matthew Heineman
- Production : Susan Froemke (en) et Matthew Heineman
- Genre : film documentaire
- Langue : anglais
- Durée : 95 minutes
- Pays d'origine : États-Unis
- Dates de sortie :
  -  Festival de Sundance 2012 : 20 janvier 2012
  -  États-Unis : 5 octobre 2012

## Distribution
- Clive Alonzo : lui-même
- Don Berwick : lui-même
- Elizabeth Blackburn : elle-même
- Krystal Bracy : elle-même
- Shanon Brownlee : elle-même
- Dan Bullis : lui-même
- Steve Burd : lui-même
- Peter Carroll : lui-même
- Leslie Cho : elle-même
- Toby Cosgrove : lui-même
- David Fridovich : lui-même
- Joshua Friedbauer : lui-même
- Betty Garner : elle-même
- Wayne Jonas : lui-même
- Katy Kasch : elle-même
- Mel Lefer : lui-même
- Roy Litton : lui-même
- Tieraona Low Dog : elle-même
- Erin Martin : elle-même
- Richard Niemtzow : lui-même
- Steven Nissen : lui-même
- Dean Ornish : lui-même
- Yvonne Osborn : elle-même
- Wendell Potter : lui-même
- Cindy Robertson : elle-même
- Pamela Ross : elle-même
- Mark Sadausky : lui-même
- Joseph Smith : lui-même
- Richard Thomas : lui-même
- Richard Umbdenstock : lui-même
- Eric Ward : lui-même
- Andrew Weil : lui-même
- Ron Wyden : lui-même
- Robert Yates : lui-même

## Accueil
Le film a reçu un accueil positif. Il obtient une note de 81 % sur l’agrégateur de critiques Rotten Tomatoes, basé sur 23 critiques.